# Bousín
Bousín är en ort i Tjeckien.   Den ligger i regionen Olomouc, i den östra delen av landet, 190 km öster om huvudstaden Prag. Bousín ligger 612 meter över havet och antalet invånare är 131.
Terrängen runt Bousín är platt åt sydväst, men åt nordost är den kuperad.  Trakten runt Bousín är nära nog obefolkad, med mindre än två invånare per kvadratkilometer. Närmaste större samhälle är Prostějov, 16,1 km öster om Bousín. I omgivningarna runt Bousín växer i huvudsak blandskog.